# Polinices duplicatus
Polinices duplicatus är en snäckart som först beskrevs av Thomas Say 1822.  Polinices duplicatus ingår i släktet Polinices och familjen borrsnäckor. Inga underarter finns listade i Catalogue of Life.